# Братство и единство в политике
Братство и единство в политике (нидерл. Broederschap en Eenheid in de Politiek) — политическая партия в Суринаме. Основным электоратом партии являются мароны и индейцы. Лидер партии Цельсий Ватерберх. 

## История
Партия Братство и единство в политике была основана 29 апреля  1973 года. Её основателем был Джорж Лидсман.
На выборах 1991 года Братство и единство в политике получило 3 места в Национальной ассамблее. В 1996 и 2000 году по одному депутату удалось провести в парламент Суринама. В 2005 году в составе коалиции А-комбинация Братство и единство набрали 7,3% голосов изобретателей и получило 4 депутатских мандата. 2012 году партия получила два министерских портфеля.   
- Линус Дико — министр регионального развития;
- Цельсий Ватерберх — министр здравоохранения.